# 生糖氨基酸
生糖氨基酸（英語：glucogenic amino acid）是指在体内能转化生成葡萄糖、糖原的氨基酸。
生糖氨基酸有18种：丙氨酸、苯丙胺酸、甘氨酸、丝氨酸、苏氨酸、半胱氨酸、谷氨酸、色氨酸、酪氨酸、谷氨酰胺、精氨酸、组氨酸、脯氨酸、异亮氨酸、甲硫氨酸、缬氨酸、天門冬氨酸和天冬酰胺。这些氨基酸在代谢过程中转变为丙酮酸、α-酮戊二酸、草酰乙酸、琥珀酰辅酶A、延胡索酸，进一步转变为磷酸烯醇式丙酮酸，最后经过糖質新生途径净合成葡萄糖。